# Museo cívico arqueológico de Verucchio
El museo cívico arqueológico de Verucchio es museo público ubicado en Verucchio. El museo expone objetos extraídos de las necrópolis villanovianas y etruscas. Su colección conserva diferentes objetos en perfecto estado de conservación, tales como algunos tejidos, muebles de madera, alimentos, recipientes de mimbres, ámbar, entre otras cosas.
El museo empezó a ser construido en 1985 en el antiguo monasterio de San Agustín, construido siglo XVII y que fue remodelado para albergar los objetos y está dividido en tres plantas y ocho salas.

## Historia
Las primeras excavaciones realizadas en siglo XIX cerca de Pian de Monte, resultaron en descubrimiento de algunos objetos de las civilizaciones de Villanova y Etruria. En los años 1960 y 1970 más objetos fueron hallados en la misma región, más concretamente cerca de Lippi, Moroni y Le Pegge.
En 1985 la inauguración del museo despertó el interés de la gente sobre el patrimonio arqueológico de la región. A la misma vez se recuperó el edificio del antiguo monasterio de san Agustín, un edificio del siglo XII que durante muchos años estuvo en estado de abandono. El museo se vio limitado por el poco espacio del edificio, por ese motivo solo algunos objetos seleccionados fueron expuestos al público. Al mismo tiempo G. V. Gentili inició la documentación y estudio de los objetos hallados en la excavación de la necrópolis de Moroni. Una exposición en Bolonia en 1986 representó la ocasión con motivo restaurar y exhibir el ajuar funerario de las tumbas de dos príncipes, descubiertas en los años 1970 en Lippi.
A partir de 1995 el museo tomó un carácter evolutivo, ampliando y ocupando todas las salas del monasterio, incluida la Iglesia de san Agustín. También empezó a exhibir los objetos de la campaña de excavación de entre 2005 y 2006.

## Exposición
El proyecto expositivo del museo tiene como objetivo ilustrar, en un recorrido cronológico didáctico-ilustrativo, el asentamiento de los Villanova, su comportamiento socioeconómico y cultural entre los siglo IX y VII a. C. a partir de los datos recogidos de las necrópolis.
La disposición del ajuar funerario (expuesto íntegramente en las tumbas seleccionadas para la exposición) y su interpretación permite una reconstrucción de los contextos sociales y económicos estrechamente vinculados al comercio y mercado del ámbar báltico, que en ese momento era una materia prima de altísimo valor.
Para documentar un contexto funerario particularmente rico y elaborado, el ajuar incluía, asociado con la urna que contenía las cenizas de los difuntos, elementos de vestimenta, cerámica para banquetes, mobiliario, elementos de carros y adornos en las tumbas masculinas y femeninas; armas de ataque y defensa para caracterizar a los muertos como guerreros; herramientas y joyería para hilar y tejer en entierros femeninos. Algunos de estos objetos están fabricados con materiales cuya conservación es sumamente escasa, como mantos y tejidos de lana, restos de comida y muebles de madera como mesas y tronos.